# Комсомолец (буксирный пароход)
Буксирный пароход «Комсомолец» построен в Кристиании (ныне Осло, Норвегия) в 1886 году, под названием «Сарпен».

## Характеристики
Длина — 26,7 м, ширина — 6 м, высота борта — 2,45 м, мощность машины — 320 л. с., скорость — 7 узлов, водоизмещение 161 тонна.

## История службы
До революции принадлежал российскому судовладельцу Оловянникову из Архангельска.
В порту Нарьян-Мара с 1934 года. С 1941 года в числе других судов торгового флота Северного бассейна, переведённых на режим военного времени, обеспечивал перевозки для нужд 14-й армии и Северного флота.
В конце июля — начале августа 1942 года занимался снятием груза с севшего на мель осенью 1941 года в районе губы Колоколкова парохода «Вытегра» и доставкой этого груза, предназначенного для Югорлага, в Амдерму и Хабарово.

### Расстрел каравана судов у острова Матвеев
16 августа 1942 года из поселка Хабарово в Нарьян-Мар вышла группа судов. В её состав входили буксирные пароходы «Комсомолец», «Норд» и три несамоходных судна: буксирный пароход «Комилес», имевший неисправность двигателя, и баржи «П-4» и «Литер-Ш». «Норд» вёл на буксире «Комилес» и баржу «Литер-Ш», а «Комсомолец» — баржу «П-4». На последней находилось 267 человек, большинство из которых были заключенными Югорлага.
17 августа около 7 часов утра, когда караван проходил в двух милях от северного побережья острова Матвеева в Баренцевом море, он был атакован германской подводной лодкой U-209. Артиллерийским огнём и торпедами она потопила «Литер-Ш», «П-4» и «Комилес». «Комсомолец» загорелся и выбросился на берег у северной оконечности острова Матвеева. Пароходу «Норд» удалось уйти. Из 328 человек, находившихся на уничтоженных судах каравана, погибло 305 человек. в том числе 13 членов экипажа буксирного парохода «Комсомолец» и баржи «П-4», а также находившийся на борту «Комсомольца» капитан порта Нарьян-Мар А. С. Козловский.

### Дальнейшая судьба
14 августа 1944 года «Комсомолец» был снят с мели специалистами ЭПРОНа и доставлен в Нарьян-Мар на буксире парохода «Вологда». После проведённого силами портовых рабочих капитального ремонта «Комсомолец» был возвращён в эксплуатацию 20 июня 1945 года. До 1947 года работал в порту Нарьян-Мар, а затем отправлен в Архангельск, где работал ещё некоторое время в качестве буксира, затем спасательного судна.

## Память
В ноябре 1968 года в Нарьян-Маре, у здания управления морского порта на улице Сапрыгина, был открыт памятник экипажу буксирного парохода «Комсомолец». В 2020 году памятник перенесён в парк Победы.